# Miconia demissifolia
Miconia demissifolia es una especie de fanerógama en la familia de Melastomataceae. 
Es endémica del Perú, registrada en los departamentos de Cuzco y de Pasco.

## Taxonomía
Miconia demissifolia fue descrita por Wurdack y publicado en Phytologia 23(5): 489–491. 1972.
Etimología
Miconia: nombre genérico que fue otorgado en honor del botánico catalán Francisco Micó.
demissifolia: epíteto latíno que significa "con hojas colgantes"

## Especie invasora
El Grupo Especialista de Especies Invasoras identifica a esta especie como una de las 100 especies más invasoras del mundo en la Base de Datos de Especies Invasoras Globales.
Las semillas se dispersan desde los jardines hacia hábitats de bosques naturales mediante aves que se alimentan de sus frutos. Una vez dispersadas en bosques tropicales húmedos crece con vigor, invadiendo todo claro en el sotobosque que recibe algo de luz del sol, y se convierte en una maleza.
Es conocida por ser la peor planta invasora en Hawái, donde comúnmente se la conoce como la "plaga púrpura", y amenaza con destruir ecosistemas enteros. Se sabe que el árbol de terciopelo reemplaza el sotobosque nativo de los bosques montañosos de Hawái. La planta en sí tiene un sistema de raíces poco profundo en comparación con las especies nativas. Estos sistemas de raíces menos profundos no pueden unir el suelo, lo que ha provocado deslizamientos de tierra en ciertas regiones de Hawái.
Las poblaciones hawaianas de miconia se descubrieron por primera vez en la década de 1990 y, dado que el potencial invasor de la planta ya era bien conocido, los esfuerzos de control y erradicación comenzaron de inmediato. El desarraigo y los herbicidas se utilizan para eliminar las plantas, pero el control biológico aún no ha tenido mucho éxito. Los equipos de voluntarios a menudo conducen expediciones al bosque para eliminar las plantas de miconia a mano.
El árbol se ha convertido en una especie invasora en Tahití y una cuarta parte de la selva tropical de la isla ahora está formada por rodales de miconia. Por esta razón, con frecuencia se le llama el "cáncer verde" en la isla.
En Sri Lanka invade las zonas boscosas montañosas del interior del país. Forma rodales monoespecíficos que dan sombra a la vegetación autóctona.